# 伊斯普拉
伊斯普拉（義大利語：Ispra），是意大利瓦雷泽省的一个市镇。总面积15平方公里，人口5174人，人口密度344.9人/平方公里（2009年）。国家统计（ISTAT）代码为012084。